# Старогутянська сільська рада (Дунаєвецький район)
Старогутя́нська сільська́ ра́да — адміністративно-територіальна одиниця та орган місцевого самоврядування в Дунаєвецькому районі Хмельницької області. Адміністративний центр — село Стара Гута.

## Загальні відомості
Старогутянська сільська рада утворена в 1993 році.
- Територія ради: 20,176 км²
- Населення ради: 1 024 особи (станом на 2001 рік)

## Населені пункти
Сільській раді підпорядковані населені пункти:
- с. Стара Гута

## Склад ради
Рада складається з 15 депутатів та голови.
- Голова ради: Ласкавюк Василь Васильович
- Секретар ради: Лиманюк Галина Йосипівна

### Керівний склад попередніх скликань
| Прізвище, ім'я, по батькові | Основні відомості                                                         | Дата обрання | Дата звільнення |
| --------------------------- | ------------------------------------------------------------------------- | ------------ | --------------- |
| Скорик Микола Йосипович     | Сільський голова, 1966 року народження, член Народної партії              | 26.03.2006   | 20.12.2006      |
| Ласкав'юк Василь Васильович | Сільський голова, 1965 року народження, безпартійний                      | 22.04.2007   | 31.10.2010      |
| Ласкавюк Василь Васильович  | Сільський голова, 1965 року народження, освіта вища, член Партії регіонів | 31.10.2010   |                 |

Примітка: таблиця складена за даними сайту Верховної Ради України

### Депутати
За результатами місцевих виборів 2010 року депутатами ради стали:

#### За суб'єктами висування
| Суб'єкт висування | Кількість обраних депутатів | %   |
| ----------------- | --------------------------- | --- |
| Самовисування     | 15                          | 100 |

#### За округами
| № округу | Прізвище, ім'я, по батькові    | Дата визнання обраним | Освіта  | Партійна приналежність | Відомості про обраного депутата                              |
| -------- | ------------------------------ | --------------------- | ------- | ---------------------- | ------------------------------------------------------------ |
| 1        | Хамардюк Руслан Тарасович      | 03.11.2010            | середня | позапартійний          | приватний підприємець                                        |
| 2        | Волошук Оксана Іванівна        | 03.11.2010            | середня | позапартійна           | Старогутянська сільська рада, бухгалтер                      |
| 3        | Чисановська Галина Петрівна    | 03.11.2010            | середня | позапартійна           | Старогутянська сільська бібліотека, завідувачка бібліотеки   |
| 4        | Доліба Володимир Валентинович  | 03.11.2010            | вища    | позапартійний          | тимчасово не працює                                          |
| 5        | Скорик Йосип Іванович          | 03.11.2010            | середня | позапартійний          | тимчасово не працює                                          |
| 6        | Соколовський Микола Іванович   | 03.11.2010            | середня | позапартійний          | приватний підприємець                                        |
| 7        | Червоняк Галин Іванівна        | 03.11.2010            | середня | позапартійна           | Старогутянська загальноосвітня школа І-ІІІ ст., техпрацівник |
| 8        | Краєвський Анатолій Адольфович | 03.11.2010            | середня | позапартійний          | пенсіонер                                                    |
| 9        | Білецький Франц Йосипович      | 03.11.2010            | середня | позапартійний          | тимчасово не працює                                          |
| 10       | Чесановський Микола Іванович   | 03.11.2010            | середня | позапартійний          | Старогутянська загальноосвітня школа І-ІІІ ст., вчитель      |
| 11       | Сірий Віктор Броніславович     | 03.11.2010            | середня | позапартійний          | тимчасово не працює                                          |
| 12       | Чесановська Емілія Миколаївна  | 03.11.2010            | середня | позапартійна           | пенсіонер                                                    |
| 13       | Яворський Станіслав Йосипович  | 03.11.2010            | середня | позапартійний          | Старогутянська загальноосвітня школа І-ІІІ ст., кочегар      |
| 14       | Чесановський Іван Іванович     | 03.11.2010            | середня | позапартійний          | тимчасово не працює                                          |
| 15       | Лиманюк Галина Йосипівна       | 03.11.2010            | середня | позапартійна           | Старогутянська сільська рада, секретар сільської ради        |